# Tomasz Dawidowski
Pour les articles homonymes, voir Dawidowski.
Tomasz Dawidowski, né le 4 février 1978 à Gdynia, est un footballeur polonais. Il était attaquant, et a pris sa retraite sportive en 2012.

## Clubs
- 1994-1998 :  Lechia Gdańsk
- 1998-2004 :  Amica Wronki
- 2004-2009 :  Wisła Cracovie
- 2009-2012 :  Lechia Gdańsk

## Sélection
Il totalise dix sélections et un but avec l'équipe de Pologne. Sa première sélection a eu lieu en 2001.

## Palmarès
- Avec l'Amica Wronki :
  - Vainqueur de la Supercoupe de Pologne : 1998
  - Vainqueur de la Coupe de Pologne : 1999 et 2000

- Avec le Wisła Cracovie :
  - Champion de Pologne : 2008